# 4611 Vulkaneifel
A 4611 Vulkaneifel (ideiglenes jelöléssel 1989 GR6) a Naprendszer kisbolygóövében található aszteroida. Geffert M. fedezte fel 1989. április 5-én.